# Нуларбор равница
Нуларбор равница (енгл. Nullarbor Plain) је низија у јужном делу Аустралије, тачније на обали Великог аустралијског залива, између Јужне Аустралије и Западне Аустралије. Захвата површину од око 260.000 km², на дужини од 1.000 км и ширини 200-300 километара. Генетски представља издинути олигоценско-миоценски басен. Основа је од кречњака формираног у периоду када је овај предео био под морем. Сходно томе бројни су кречњачки облици, на првом месту пећине. Клима овог пространства је семиаридна, до типично пустињска. Дневене температуре неретко достижу 49 °C, а количина падавина је изузетно мала, до 180 милиметара. Нуларбор равница на западу почиње стрмим одсеком Јилгарнског платоа, док се на северу и североистоку наставља на Велику Викторијину пустињу. Њен већи део је проглашен за национални парк. Равница је веома ретко насељена, па тако постоји неколико мањим места, попут Фореста, Јукле и др. Посебна одлика овог простора је Трансаустралијска железница која повезује Порт Огасту и Калгурли, а на дужини око 600 километара кроз Нуларбор пролази потпуно правом линијом, без скретања и успона. Назив ове низије потиче од латинске речи „nullarbor“, што значи „без иједног дрвета“.